# Carlinhos (Fußballspieler, 1980)
Carlinhos, bürgerlich Carlos Alberto de Almeida Junior (* 17. Juni 1980 in Rio de Janeiro), ist ein ehemaliger brasilianischer Fußballspieler.
Carlinhos begann seine Karriere bei Flamengo Rio de Janeiro in Brasilien. Seit der Saison 2006/07 spielte er beim FC Aarau in der Super League und hatte einen Vertrag bis 2008. Anschließend beendete er seine Karriere. Der Mittelfeldspieler fiel durch seine Kopfballstärke auf.